# Ранняя Заря
Ра́нняя Заря́ (укр. Рання Зоря; до 2016 г. Черво́ная Зи́рка (Черво́на Зи́рка)) — село в Старобельском районе Луганской области Украины. Является самым восточным населённым пунктом страны. Входит в Великоцкий сельский совет. С началом полномасштабной российской  агрессии против Украины находится под оккупацией.
Население по переписи 2001 года составляло 106 человек. Почтовый индекс — 92505. Телефонный код — +3806465. Занимает площадь 0,84 км². Код КОАТУУ — 4422881104.

## Местный совет
92505, Луганская обл., Меловский р-н, с. Великоцк, ул. Меловская, 15.